# Dettenheim
Dettenheim är en kommun i Landkreis Karlsruhe i regionen Mittlerer Oberrhein i Regierungsbezirk Karlsruhe i förbundslandet Baden-Württemberg i Tyskland. Kommunen bildades 1 januari 1975 genom en sammanslagning av kommunerna Liedolsheim och Rußheim i kommunen Liedolsheim-Rußheim. Kommunen fick det nuvarande namnet 1 januari 1978.
Kommunen ingår i kommunalförbundet Graben-Neudorf tillsammans med kommunen Graben-Neudorf.